# Душан Карађорђевић
Кнез Душан Карађорђевић, званично Душан Павле Карађорђевић, члан је Кнежевске гране династије Карађорђевић. Најмлађи је син кнеза Александра и његове друге супруге кнегиње Барбаре од Лихтенштајна. Потомак је најплеменитијих племићких породица Европе, његови дедови су кнез Павле од Југославије и принц Јоханес од Лихтенштајна, а баке принцеза Олга од Грчке и Данске и грофица Каролина од Ледербур-Вихелна.

## Порекло
Кнез Душан је рођен септембра 1977. године у Сент Галену, Швајцарска. Његови отац и мајка су се у његовом раном детињству преселили у Париз где је Душан одрастао. Волео је да проводи слободно време код своје баке Олге која је живела мало даље од њиховог породичног дома. Из очевог првог брака има три старија брата и једну сестру, са којима је веома близак. Детињство је проводио на релацији Париз, Вадуц где је одлазио у посету рођацима своје мајке. Крштен је у српској православној цркви, кум му је био престолонаследник Александар.

## Биографија
Школовање је започео са осам година у Енглеској у престижној основној школи у месту Самер Филдс крај Оксфорда. Током школовања највише пажње је посвећивао наукама као што су историја, географија и језици, интересовао се и за спорт, фудбал, тенис, џудо. Након завршетка средње школе, уписао је школу Харов у Лондону. Након завршених студија вратио се у Париз, где се запослио у фирми Л`Ореал, касније и на телевизији Еуроспорт, да би се опробао и у авионској карго компанији Интерконтинентал Аеро Лизинг, где ради и данас. Кнез Душан живи говори француски, немачки, енглески и српски језик. Спада у ред наследника британског трона.
Грађанским венчањем јула 2018. године, ступио је у брак са Валерија Демузио.

## Титуле и признања
- 25. септембар 1977: Његово Краљевско Височанство кнез Душан Карађорђевић од Србије и Југославије

### Одликовања
- Орден Карађорђеве звезде, Велики крст (Краљевска кућа Карађорђевић).

### Опис грба
На штиту иберијског типа, црвене боје налази се бели двоглави орао који носи на грудима црвени штит са белим крстом и 4 оцила. Око штита налази се бордура жуте боје. Штит је окруњен златном хералдичком краљевском круном и огрнут плаштом окруњеним истом краљевском хералдичком круном. Штит носи пратећи хералдички елемент, плаву хералдичку греду украшени са 3 златна љиљана, што представља потомка армигера.

## Породица

### Отац и мајка
| име             | слика | датум рођења     |
| --------------- | ----- | ---------------- |
| Кнез Александар |       | 13. август 1924. |
| Кнегиња Барбара |       | 9. јул 1942.     |

### Супружник
| име                           |
| ----------------------------- |
| Кнегиња Валерија Карађорђевић |

### Браћа и сестра по оцу
| име            | слика | датум рођења   | супружник                                         |
| -------------- | ----- | -------------- | ------------------------------------------------- |
| Кнез Димитрије |       | 18. јун 1958.  | није ожењен                                       |
| Кнез Михајло   |       | 18. јун 1958.  | није ожењен                                       |
| Кнез Сергеј    |       | 12. март 1963. | Софија де Толедо, брак разведен, Елеонора Рајнери |
| Кнегиња Јелена |       | 12. март 1963. | Тијери Гобер                                      |